# 謝里敦鎮區 (堪薩斯州謝里敦縣)
謝里敦鎮區（英語：Sheridan Township）是位於美國堪薩斯州謝里敦縣的一個行政鎮區。

## 地方資料
謝里敦鎮區的面積為138.50平方千米，當中陸地面積為138.42平方千米，而水域面積為0.08平方千米。根據2010年美國人口普查的數據，當地共有人口297人，而人口密度為每平方千米2.14人。

## 外部連結
- US-Counties.com
- City-Data.com （页面存档备份，存于）